# Intelcystiscus
Intelcystiscus is een geslacht van weekdieren uit de klasse van de Gastropoda (slakken).

## Soorten
- Intelcystiscus coyi Espinosa & Ortea, 2002
- Intelcystiscus gordonmoorei Ortea & Espinosa, 2001
- Intelcystiscus mariae Espinosa & Ortea, 2014
- Intelcystiscus rancholunensis Espinosa & Ortea, 2006
- Intelcystiscus yemayae Espinosa & Ortea, 2003